# Willem Jan Aalders
Willem Jan Aalders (Amsterdam, 19 september 1870 - Groningen, 19 maart 1945) was een Nederlandse hoogleraar in de ethiek en wijsbegeerte van de godsdienst aan de Universiteit Groningen en lid van de Koninklijke Nederlandse Akademie van Wetenschappen.

## Opleiding
Aalders bezocht in Kampen en Amsterdam het gymnasium en schreef zich in 1888 als student theologie in aan de Universiteit van Amsterdam. Hij promoveerde aan de Universiteit Leiden bij Chantepie de la Saussaye (in 1909) op het proefschrift Schleiermacher's Reden über die Religion als proeve van apologie.

## Loopbaan
Aalders werd in 1894 tot predikant benoemd te Buiksloot en van 1901-1915 te Beesd;  In 1915 werd hij door de Algemene Synode benoemd tot hoogleraar vanwege de Nederlandse Hervormde Kerk te Groningen. Hij kreeg als leeropdracht het onderwijs in de Dogmatiek, de geschiedenis van de Nederlandse Hervormde Kerk, haar leerstellingen en het kerkrecht. Aalders aanvaardde dit ambt met de rede Gewijde Synthese op 28 september van dat jaar.  Na het vertrek van professor de Sopper naar Leiden, in 1923, benoemde de regering hem tot gewoon hoogleraar om onderwijs te geven in de ethiek en de wijsbegeerte van de godsdienst. Zij deed dat tegen de zin van de faculteit, die niets tegen de persoon van Aalders had, maar een specialist in de kennisleer wenste. Aalders was tot 1941 hoogleraar te Groningen; daarnaast was hij jarenlang voorzitter van het Diakonessenhuis in Groningen en was hij lid van de eerste afdeling van de Onderwijsraad. Hij werd in 1930 lid van de KNAW en publiceerde veel in diens Mededelingen. Daarnaast schreef hij een groot aantal boeken, waaronder Mystiek, haar vormen, wezen, waarde (1928), De grond der zedelijkheid (1930), De Incarnatie (1933), Het geweten (1935), Toekomstbeelden uit vijf eeuwen (1939), enz. Verder publiceerde Aalders tientallen artikelen, brochures en redevoeringen (bijvoorbeeld zijn rectorale oratie Wetenschap als getuigenis).
Aalders was geïnteresseerd in de mystiek, de geestelijke oefeningen, maar ook de centrale problemen van theologie en ethiek. Hij hield van de mystici en bewonderde filosofen als Heidegger maar werd het sterkst geboeid door de grote theologen, met name Augustinus, Bonaventura, de grote Anglicanen en met name in het laatst van zijn leven Calvijn. De incarnatie sloot voor hem alles in: verzoening en rechtvaardigheid, opstanding en eeuwig leven.

## Publicaties
- Schleiermachers "Reden über die Religion". Proeve van apologie (1909)
- Groote mystieken: Pseudo-Dionysius Areopagita (1913)
- Ziende op Jezus. Zes voordrachten over het Christendom (1926)
- Mystiek, haar vormen, wezen en waarde (1928)
- De tien geboden (1932)
- De incarnatie (1933)
- Het geweten (1935)
- De grond der zedelijkheid (1930)
- Handboek der ethiek (1941)
- Wetenschap als getuigenis (1930)
- Om de kerk (1931)
- Het woord existentie in het moderne wetenschappelijke spraakgebruik (1933)
- Ons leven. Voordrachten over het Christelijk leven, gehouden in de Martinikerk te Groningen (1934)
- Nieuw-Germaansche Theologie (1937)
- Toekomstbeelden uit vijf eeuwen: More, Bunyan, Mandeville, Fichte, Wells (1939)